# 블랑카 르윈

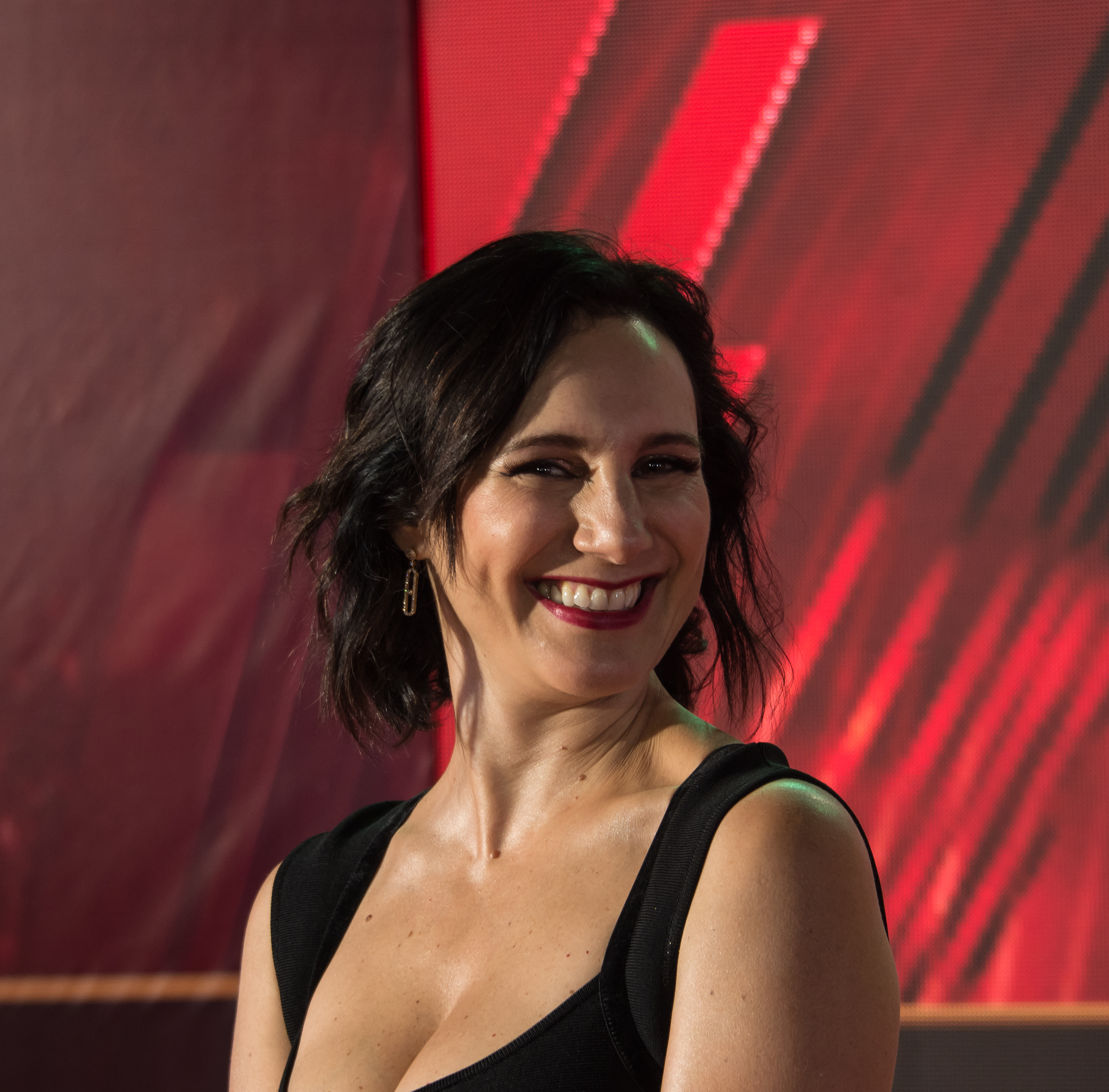

블랑카 르윈(Blanca Lewin, 1974년 8월 7일 ~ )은 칠레의 배우이다.
산티아고에서 태어났다.

## 영화
- 패밀리 라이프 (2017년)
- 더 크리틱 (2013년)
- 더 마그네틱 트리 (2013년)
- 더 라이프 오브 피쉬 (2010년) - 베아트리즈 역
- 뉴 브루클린 (2009년)
- 인 베드 (2005년) - 다니엘라 역
- 이터널 블러드 (2002년)
- 엔젤 네그로 (2000년)